# تت ژون کش، بریتیش کلمبیا
تت ژون کش، بریتیش کلمبیا (به انگلیسی: Tête Jaune Cache, British Columbia) یک منطقهٔ مسکونی در کانادا است که در بریتیش کلمبیا واقع شده‌است.

## خصوصیات
تت ژون کش ۵۰۰ نفر جمعیت دارد.